# Klóramfenikol meghatározása mézből

A klóramfenikol szerkezete

A klóramfenikol egy széles spektrumú bakteriosztatikus antibiotikum, amelyet eredetileg a Streptomyces venezuelae nevű baktériumból nyertek ki. Az emberben előforduló lehetséges mellékhatások miatt kisebb betegségek kezelésére nem ajánlott a használata, viszont súlyos betegségek kezelésére nagyon alkalmas. Az állatgyógyászatban a klóramfenikol nagyon hatékonynak számít; az embereknél megfigyelt lehetséges mellékhatások az állatoknál nem jelentek meg. Azonban mivel az emberi egészségre toxikus, a klóramfenikol használata szigorúan szabályozva van az állati eredetű ételekben, beleértve a mézet is, mely a méhektől származik. Az Európai Unió (EU) meghatározott egy maximális anyag-határértéket (MRL) a klóramfenikol esetén állati eredetű ételekben, mely 0,3 μg/kg, míg Kínában ez az érték 0,5 μg/kg.
| Kémiai képlete           | C11H12CL2N2O5            |
| CAS-azonosító            | 56-75-7                  |
| Moláris tömeg            | 323,132 g/mol            |
| Metabolizmus             | Máj                      |
| Eliminációs felezési idő | 1,6-3,3 h                |
| Forráspont               | Magas vákuumon szublimál |
| Olvadáspont              | 150.5 °C                 |
| Oldódás                  | 2500 mg/L (25 °C-on)     |

## Meghatározás
Annak ellenére, hogy az irodalom számos analitikai módszert, technikát ír le, mint például az enzimkapcsolt immunoszorbens próba (ELISA), mikrobiális gátlás és bioszenzor próbák, ezek mindegyike az érzékenység korlátozásától, reprodukálhatóságtól és álpozitív eredményektől szenved. Az egyik leghatékonyabb módszer a klóramfenikol meghatározására különböző állati ételekben – mint például a mézben – a folyadékkromatográfia / tandem-tömegspektrometria, vagyis a nagy hatékonyságú folyadékkromatográfia-tömegspektrometria (LC-MS/MS). Ezzel a módszerrel kifejleszthető egy gyors, automatizált minta-előkészítés LC-MS/MS módszerrel a klóramfenikol meghatározásához a mézben, elektroporlasztásos ionizációval (H-ESI), deuterált belső standard alkalmazásával (d5-CAP), de alkalmazható belső standardnak számos más anyag is, mint például a diklofenák, amely nemszteroid gyulladáscsökkentő, fájdalomcsillapító.

## A minta előkészítése
Egy homogenizált mézmintát (5 g) kell lemérni egy tiszta és száraz, 50 ml-es beosztott Borosil centrifugacsőben. A mézmintát 15 ml ionmentes vízzel hígítani kell, és 100 μl izotóppal jelzett klóramfenikol (d5-CAP) oldatot (5 ppb) kell hozzáadni. A centrifugacső tartalmát örvénykeverővel alaposan össze kell keverni, majd átengedni izolált HM-N patronon keresztül (kovaföld-alátámasztott folyadék-folyadék extrakciós (LLE) patron), és 15 percig állni hagyni. Az elúciót 50 ml-es etil-acetáttal állítjuk elő. Az eluátumot egy 40 °C-os nitrogénáramon keresztül kell elpárologtatni. A maradékot fel kell oldani 1 ml acetonitril / víz 1 : 1 arányú keverékében. Az oldatot ultrahanggal kezeljük és Millipore fecskendőszűrőn szűrjük.

## A módszer működési elve

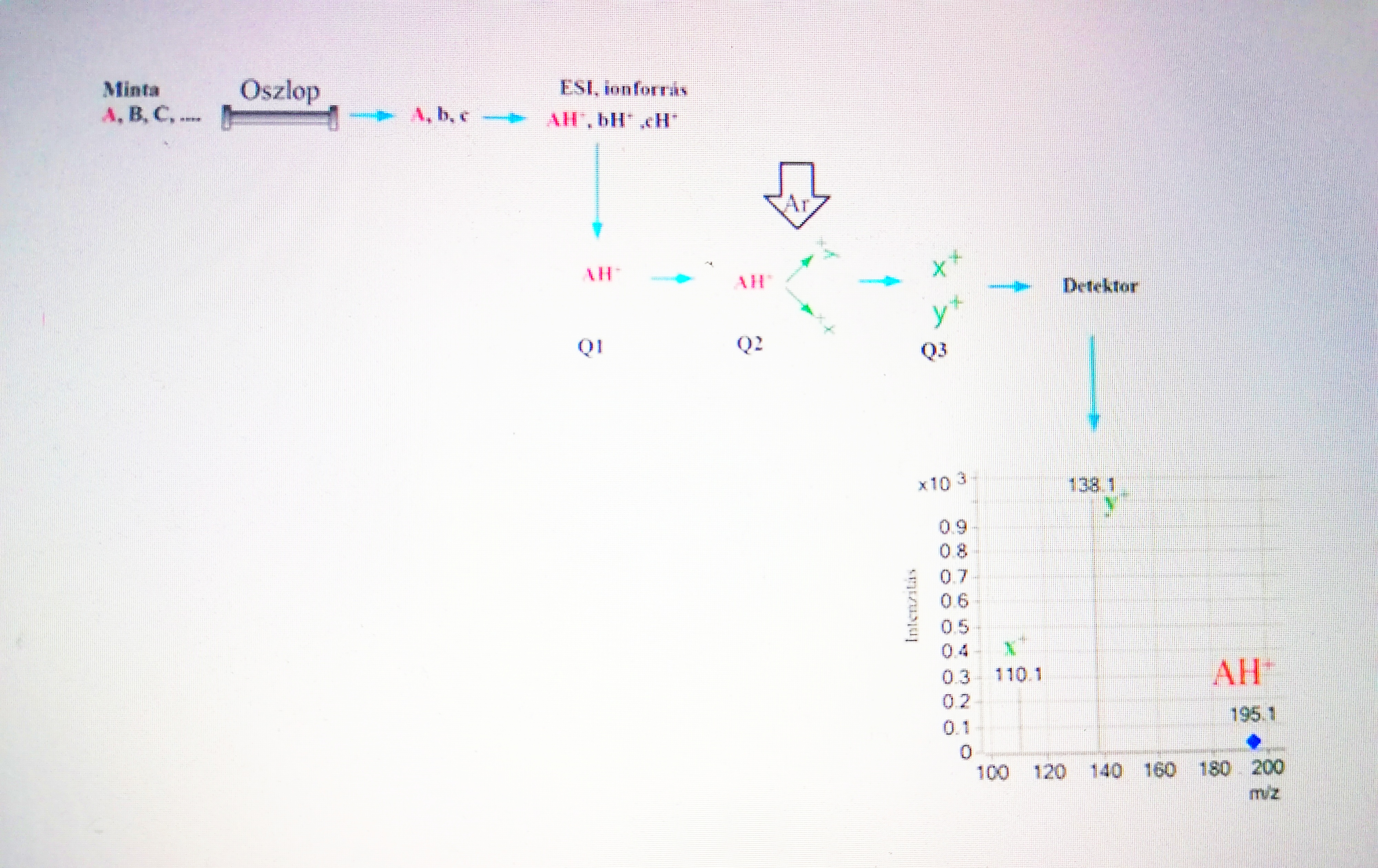
A módszer működési elve

A folyadékkromatográfia-kapcsolt tömegspektrometria (LC-MS/MS) napjaink egyik leghatékonyabb és legszelektívebb analitikai módszere. Mivel a tömegspektrométer szelektivitása és érzékenysége jóval nagyobb, mint a többi kromatográfiás detektor e paraméterei, a két technika összekapcsolásával egy nagy hatékonyságú módszert kapunk.
A két technika hatékony összekapcsolása akkor vált lehetővé, amikor Fenn és munkatársai kidolgozták az ún. elektroporlasztásos technikát (ESI= electrospray ionization), amiért Nobel-díjjal jutalmazták őket. Hamarosan ez a technika lett az egyik legelterjedtebb módszer a biológiai minták meghatározására, a mi esetünkben a klóramfenikol kivonására a mézből.
Három részt mindenképp tartalmaznia kell a műszernek: 
- ionforrást
- (tömeg)analizátort
- detektort

A mérések lépései:
- A mintából ionok készítése
- Az ionoknak a különböző tömeg-töltés arány szerinti elválasztása
- Az ionok detektálása
- Adatgyűjtés, a spektrum felvétele

## Tandem-tömegspektrometria

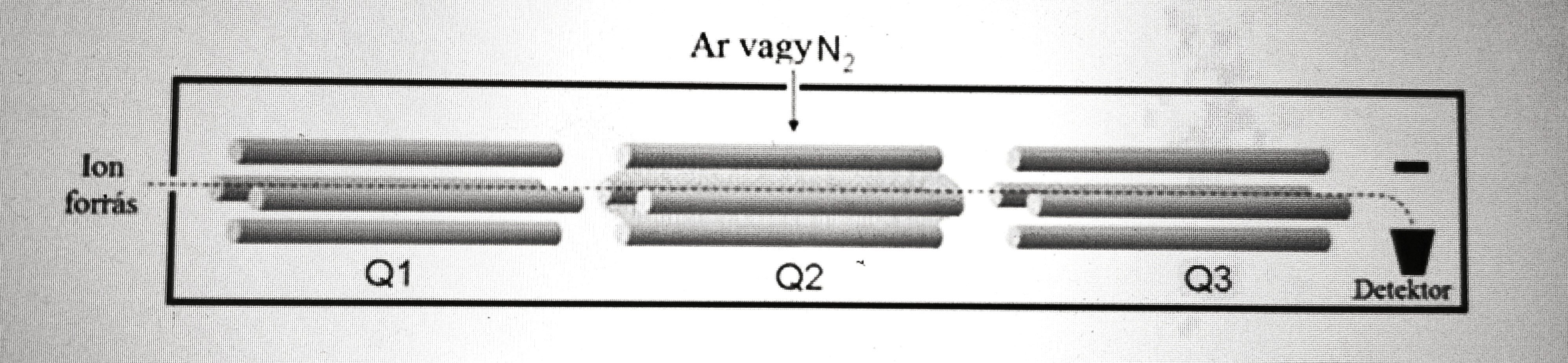
Az analizátor felépítése

Három kvadrupól tömegszűrő használatával lehet az MS készülék hatékonyságát növelni. 
A tandem-tömegspektrometria legfőbb céljai:
1. szerkezeti információnyerés (a keletkezett fragmensek felhasználásával)
2. mennyiségi analízis érzékenységének és szelektivitásának növelése

Az első (ún. Q1), illetve a harmadik (Q3) analizátor szűrőként viselkedik, míg a középső (Q2) fragmentációt hoz létre ütközés által indukált ionizáció révén.

## Konklúzió
A méz egy természetes termék, mely széles körben használatos mind táplálkozási, mind orvosi szempontból. Az üzletek tele vannak meg nem vizsgált és hamisított méztermékekkel. Mikrobiális és nonmikrobiális szennyező anyagok, mint a peszticidek vagy éppen az általunk említett klóramfenikol és nehézfémek találhatóak meg számos mézben a világ bármelyik pontján, ezért fontos egy hatékony és gyors módszer ezek kiszűrésére. Szerencsére a klóramfenikol esetén számos tanulmány és vizsgálat alapján minimális mennyiség szokott jelen lenni a mézben, körülbelül 0,27 μg/ kg.